# Ein Bayer auf Rügen
Ein Bayer auf Rügen ("Un bavarese a Rügen") è una serie televisiva poliziesca tedesca, prodotta dal 1993 al 1997  dalla Novafilm Fernsehproduktion. Protagonista della serie è l’attore Wolfgang Fierek; nel cast figurano inoltre Simone Thomalla, Ottfried Fischer, Brigitte Jaufenthaler e Veronika Fitz.
La serie si compone di 6 stagioni, per un totale di 81 episodi.
La serie andava in onda in prima visione sull’emittente Sat.1. Il primo episodio fu trasmesso il 27 gennaio 1993, l'ultimo il 26 marzo 1997.

## Descrizione
Valentin Gruber è un poliziotto che vive a Miesbach, sul Tegernsee, in Baviera, ma che un giorno viene trasferito sull'isola di Rügen, nel nord della Germania.

## Episodi
| Stagione         | Episodi | Prima TV Germania | Prima TV Italia |
| ---------------- | ------- | ----------------- | --------------- |
| Prima stagione   | 15      | 1993              | inedita         |
| Seconda stagione | 14      | 1994-1995         | inedita         |
| Terza stagione   | 14      | 1995              | inedita         |
| Quarta stagione  | 14      | 1995-1996         | inedita         |
| Quinta stagione  | 14      | 1996-1997         | inedita         |
| Sesta stagione   | 10      | 1997              | inedita         |

## Premi & riconoscimenti
- 1994: Premio Romy Schneider a Wolfgang Fierek come miglior attore in una serie TV